# Comité Pontificio para los Congresos Eucarísticos Internacionales
El Comité Pontificio para los Congresos Eucarísticos Internacionales es un organismo de la Curia Romana creado en 1879 por el papa León XIII. El 24 de diciembre de 2009 fue aprobado por Benedicto XVI un nuevo Estatuto para el Comité. Su actual presidente es el Arzobispo Piero Marini.

## Objetivos
La principal misión de este Comité consiste en “hacer conocer, amar y servir cada vez más a Nuestro Señor Jesucristo en su Misterio Eucarístico, centro de la vida y misión de la Iglesia para la salvación del mundo” (Estatuto, Art. 2). Por ello es el encargado de la preparación y celebración periódica de los congresos eucarísticos internacionales.
Las Conferencias Episcopales y los Patriarcados Sinodales nombran Delegados Nacionales para la preparación de los Congresos y la constitución de Comités Eucarísticos Nacionales.

## Presidentes
- Card. Opilio Rossi † (8 de abril de 1984 - 3 de enero de 1991, retirado)
- Card. Edouard Gagnon † (3 de enero de 1991 - marzo de 2001)
- Card. Jozef Tomko (23 de octubre de 2001 - 1 de octubre de 2007, retirado)
- Mons. Piero Marini (1 de octubre de 2007 - 13 de septiembre de 2021, retirado)
- P. Corrado Maggioni, S.M.M. (desde el 1 de septiembre de 2021)

## Otros artículos
- Congreso Eucarístico Internacional
- Congreso Eucarístico Nacional